# Beleza Revelada
Beleza Revelada (inglês:Beauty Revealed) é um pequeno autorretrato da pintora norte-americana Sarah Goodridge datado de 1828, realizado em aguarela sobre uma peça de marfim. O retrato, com 6,7 cm por 8 cm, mostra os seios nus da pintora rodeados por um tecido claro. Goodridge, com cerca de quarenta anos quando efectuou a pintura, pintou os seios com "equilíbrio, palidez, e flutuabilidade" pela harmonia da luz, cor e equilíbrio. O tecido circundante, dirige o olhar do observador para os seios, fazendo "desaparecer" o resto do corpo.
Goodridge ofereceu o retrato ao político Daniel Webster, o qual era, possivelmente, seu amante, após a morte da sua esposa; é possível que ela o quisesse provocar por forma a que ele se casasse com ela. Apesar de Webster ter casado com outra mulher, a sua família ficou na posse da pintura até aos anos 1980, quando foi a leilão na Christie's, e adquirida por Gloria e Richard Manney em 1981. O casal ofereceu/vendeu a sua colecção de miniaturas, incluíndo Beleza Revelada, ao Museu Metropolitano de Arte em 2006.

## Descrição e contexto
Beleza Revelada é um auto-retrato feito por Sarah Goodridge que mostra os seus seios desnudos, mamilos cor-de-rosa, e uma pinta (entre os seios). Estes são apresentados numa gradação de cores, dando à pintura um efeito tridimensional. Apesar de Goodridge ter quarenta anos na época em que pintou esta miniatura, de acordo com o crítico de arte Chris Packard, os seus seios parecem mais jovens, com um "balanço, palidez e vivacidade" os quais estão imbuídos, em parte, pela harmonia de cores, luz e balanço.
A pintura, de proporções 6,7 cm x 8,0 cm, está inserida numa pequena caixa; ela tinha sido originalmente instalada num papel adesivo com a data "1828" no verso. O trabalho é uma aguarela em marfim, fina o suficiente para que a luz brilhe e, assim, permitir que os seios retratados "brilhem". Este meio era comum para as miniaturas americanas, mas neste caso também serviu como uma analogia ao corpo apresentado.
Beleza Revelada foi composto durante um período de popularidade das miniaturas de retratos, um meio que havia sido introduzido nos Estados Unidos no final do século XVIII. Quando Goodridge completou o seu auto-retrato, as miniaturas estavam a aumentar em complexidade e vibração. O Heilbrunn Timeline of Art History descreve Beleza Revelada como um jogo sobre as miniaturas de olhos que eram então populares como símbolos de afecto na Inglaterra e na França, mas não comuns nos EUA. Estas miniaturas permitiram que os retratos dos seus entes queridos fossem levados pelos seus pretendentes sem revelar as identidades dos donos.

## História
Goodridge era uma prolífica pintora de retratos em miniaturas de Boston que tinha estudado com Gilbert Stuart e Elkanah Tisdale. Há muito tempo que tinha uma relação com Daniel Webster, um político que tinha começado a trabalhar como Senador do Massachusetts em 1827. Webster enviou-lhe mais de quarenta cartas entre 1827 e 1851 e, com o tempo, o conteúdo das suas missivas foram tornando-se mais familiares; as suas últimas cartas começavam com "Minha querida, boa amiga". Entretanto, ela tinha-o pintado mais de uma dúzia de vezes, e deixou a sua terra-natal de Boston para o visitar em Washington, D.C., pelo menos duas vezes, uma em 1828 após a morte da sua primeira esposa, e, de novo, em 1841–42, quando se separou da sua segunda mulher.
Goodridge terminou Beleza Revelada em 1828, provavelmente de se olhar para um espelho. São várias as possíveis inspirações, incluindo Ariadne Asleep on the Island of Naxos de John Vanderlyn e a escultura Venus Victrix de Horatio Greenough. Goodridge enviou o seu retrato a Webster quando ele enviuvou, e, com base no formato da miniatura, é bem provável que se destinasse apenas para ser visto por ele. O crítico de arte americano John Updike sugere que a artista pretendia oferecer pessoalmente o retrato a Webster; ele refere ainda que os seus seios nus parecem querer dizer "Eles são vossos, em toda a nossa beleza cor de marfim, com a ternura dos dos nossos mamilos nus". No entanto, Webster acabou por casar com outra mulher abastada.
Depois da morte de Webster, Beleza Revelada continuou a ser passada na sua família, juntamente com outro auto-retrato que Goodridge lhe tinha enviado. Os descendentes dos políticos defendem que Goodridge e Webster chegaram a estar noivos. A pintura foi leiloada pela Christie's, com um preço de 15 000 USD, e foi transferida para a Alexander Gallery de Nova Yorque mais tarde no mesmo ano, antes de se comprada pelos coleccionadores nova-iorquinos Gloria Manney e o seu marido Richard. O casal incluiu Beleza Revelada na exposição Tokens of Affection: The Portrait Miniature in America de 1991, a qual esteve presente no Metropolitan Museum of Art (Met) em Nova Iorque, no Museu Nacional de Arte Americana em Washington, D.C., e no Art Institute of Chicago.
Beleza Revelada foi um dos mais de trezentos retratos em miniatura juntos pelo casal de colecionadores, que o deram ao Met em 2006, como parte integrante de um acordo de oferta/compra da sua colecção. Carrie Rebora Barratt e Lori Zabar do Met descrevem o auto-retrato de Goodridge como a mais atraente das "estranhas e maravilhosas"  miniaturas de artistas menores na colecção. Dois anos mais tarde, a miniatura foi incluida numa retrospectiva, The Philippe de Montebello Years: Curators Celebrate Three Decades of Acquisitions, a qual exibiu obras adquiridas aquando da reforma do director do Met Philippe de Montebello. Holland Cotter do The New York Times destacou o auto-retrato de Goodridge, descrevendo-o como "notável". Em 2009, as autoras Jane Kamensky e Jill Lepore inspiraram-se em Beleza Revelada (assim como em outras pinturas, como Boy with a Squirrel de John Singleton Copley) para o seu romance Blindspot. Desde 2014, a página do Met lista Beleza Revelada fora de exibição.

## Análise
A historiadora de arte Dale Johnson descreveu a pintura como "extremamente realística", demonstrativo da capacidade de Goodridge retratar nuances de luzes e sombras. Ela descobriu o pontilhado e a trama utilizada na criação da pintura e a tornar tão delicada. Escrevendo na Antiques na 2012, Randall L. Holton e Charles A. Gilday referiram que a pintura continuou a mostrar algo pessoal que provoca um "arrepio de possibilidade erótica".
Packard escreve que Beleza Revelada serviu como uma espécie de sinédoque visual , representado o todo de Goodridge através dos seus seios. Contrastando com o "pesado" auto-retrato de 1845 e o não-erotizado de 1830, ele achou que com Beleza Revelada Goodridge queria chamar a atenção. Salientando que as roupas que estão em redor dos seus seios servem para indicar uma dramatização (semelhante às cortinas de um vaudeville), Packard descreve que os olhos do observador estão concentrados nos seios, enquanto o resto do corpo de Goodridge foi apagado e tornado abstracto. Isto, afirmou ele, desafiou os pressupostos e os estereótipos em relação à mulher caseira e recatada do século XIX.